# Cantonul L'Ajoupa-Bouillon
Cantonul L'Ajoupa-Bouillon este un canton din arondismentul La Trinité, Martinica, Franța.

## Comune
| Comune            | Populație (1999) | Cod poștal | Cod INSEE |
| ----------------- | ---------------- | ---------- | --------- |
| L'Ajoupa-Bouillon | 1.747            | 97216      | 97201     |